# Ducht

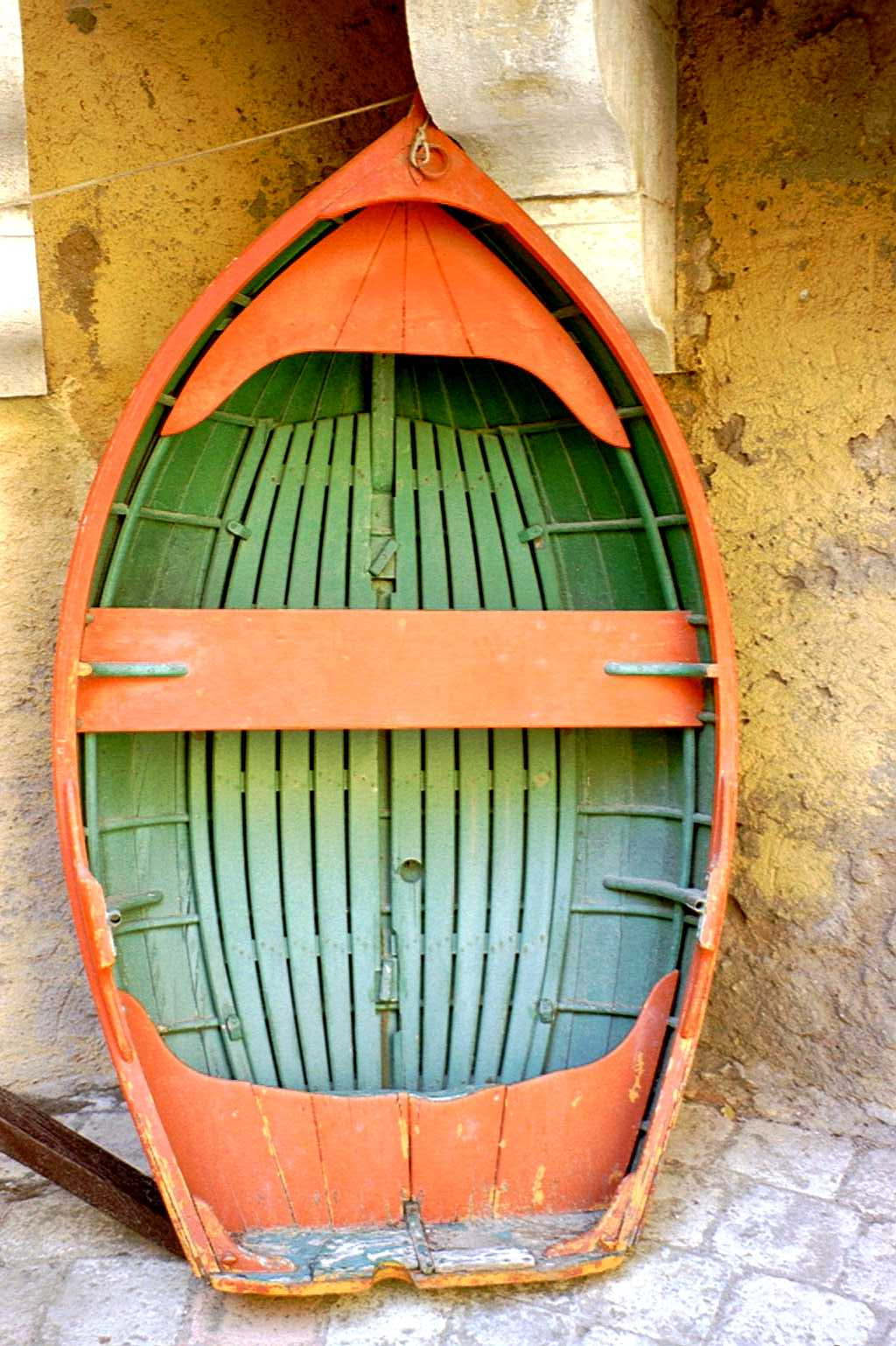
Ducht

Ducht ist in der Seemannssprache der Fachbegriff für eine Bank oder ein Sitzbrett auf einem offenen Einbaum, Ruder-, Paddel- oder Segelboot. Wenn es ein quer zum Kiel von Bordwand zu Bordwand verlaufendes Sitzbrett ist, spricht man von einer Querducht, auf dem die Ruderer in einem Ruderboot pullen. Ist die Planke quer direkt am Heck befestigt, also achtern, wird sie Achterducht genannt. In der Regel verlaufen Duchten aber in Schiffsrichtung.
Im Kanubau werden bei Canadier nicht die Sitze, sondern quer eingebaute Versteifungsstreben als Duchten bezeichnet. Die Mittelducht dient dabei häufig entsprechend ausgeformt als Tragjoch.